# Ahmad Ahmad
Ahmad Ahmad (Mahajanga, 30 dicembre 1959) è un politico e dirigente sportivo malgascio.
Dal 2017 al 2021 è stato presidente dell Confédération Africaine de Football (CAF).

## Biografia
Già calciatore e poi allenatore, è stato segretario di stato allo sport e ministro della pesca. È senatore e vicepresidente del senato.
Nel 2003 viene eletto presidente della Federazione calcistica del Madagascar.
Il 16 marzo 2017 viene eletto presidente della Confédération Africaine de Football (CAF) con 34 voti, superando il presidente in carica Issa Hayatou, che era al vertice della federazione calcistica africana da 29 anni.